# Linus Ohlsson
Linus Ohlsson 2012.jpg
Linus Ohlsson, född 6 februari 1991 i Jönköping, är en svensk racerförare. Han blev mästare i Junior Touring Car Championship säsongen 2009 och slutade på en andraplats i TTA – Elitserien i Racing under 2012. 2013 Tävlade han för Volvo Polestar Racing i STCC och slutade på en fjärdeplats i mästerskapet.

## Racingkarriär

### Början av karriären och JTCC (fram till 2009)

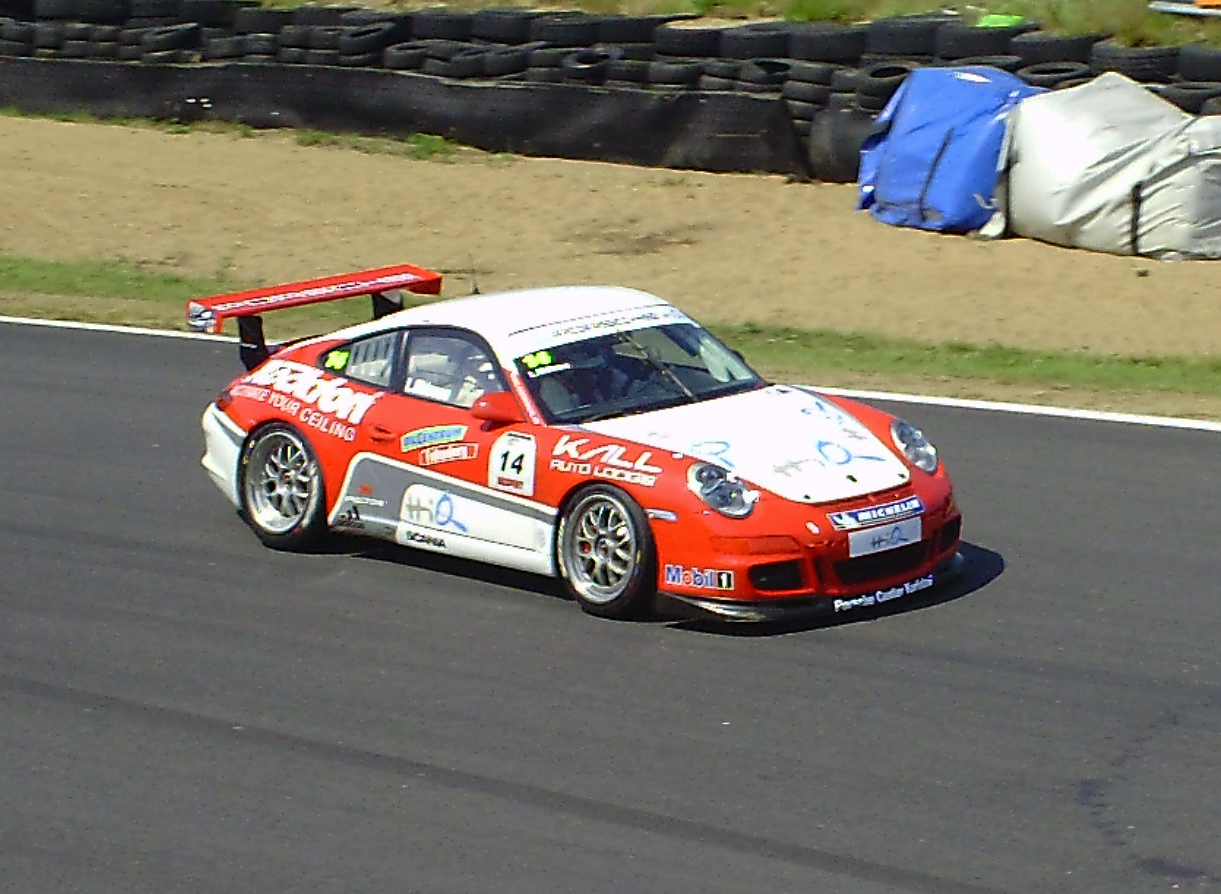
Linus Ohlsson i Porsche Carrera Cup Scandinavia på Falkenbergs Motorbana 2010.

Ohlsson tog steget från karting till standardvagnsracing i form av SLC Endurance säsongen 2007. Han fick inga poäng i sin Renault Mégane, men fortsatte till Junior Touring Car Championship 2008. Han körde där en Citroën C2 för Kenneth Hansen Motorsport och tog som bäst en tredjeplats på norska Vålerbanen. Ohlsson slutade totalt på fjortondeplats under sitt första år i mästerskapet och valde att fortsätta ytterligare en säsong.
Ohlssons andra säsong i JTCC innebar hans första titel inom racing. Efter åtta pallplatser, varav två segrar, vann han mästerskapet före Andreas Ahlberg och Kevin Engman med endast två poängs marginal. Under året körde han även Formula Le Mans på Nürburgring och slutade på nionde respektive sjunde plats i de båda racen.

### Från JTCC till Porsche (2010-2011)
Efter två år i JTCC bytte Ohlsson till Porsche Carrera Cup Scandinavia för säsongen 2010. Han tävlade för Flash Engineering med bland annat Prins Carl Philip och norrmannen Roar Lindland som teamkamrater. Ohlsson fick slutligen en sjundeplats i sammandraget. Han körde även Porsche GT3 Endurance Scandinavia under året, där han slutade på andra plats totalt, och två race i Porsche GT3 Cup Challenge Scandinavia, med en trettondeplats i mästerskapet.
Under sin andra säsong i Porsche Carrera Cup Scandinavia, tävlade Ohlsson för Xlander Racing. Under den första tävlingshelgen på FDM Jyllandsringen, tog han sin första seger i mästerskapet. Det blev inga fler segrar under året, men ytterligare fem pallplatser. När säsongen var över låg han på tredje plats i mästerskapet, efter Robin Rudholm och Johan Kristoffersson. I Porsche GT3 Cup Challenge Scandinavia körde han endast två av de fyra racen, men efter en seger och en andraplats på Kinnekulle Ring, slutade han på en femteplats.

### TTA – Elitserien i Racing (2012)

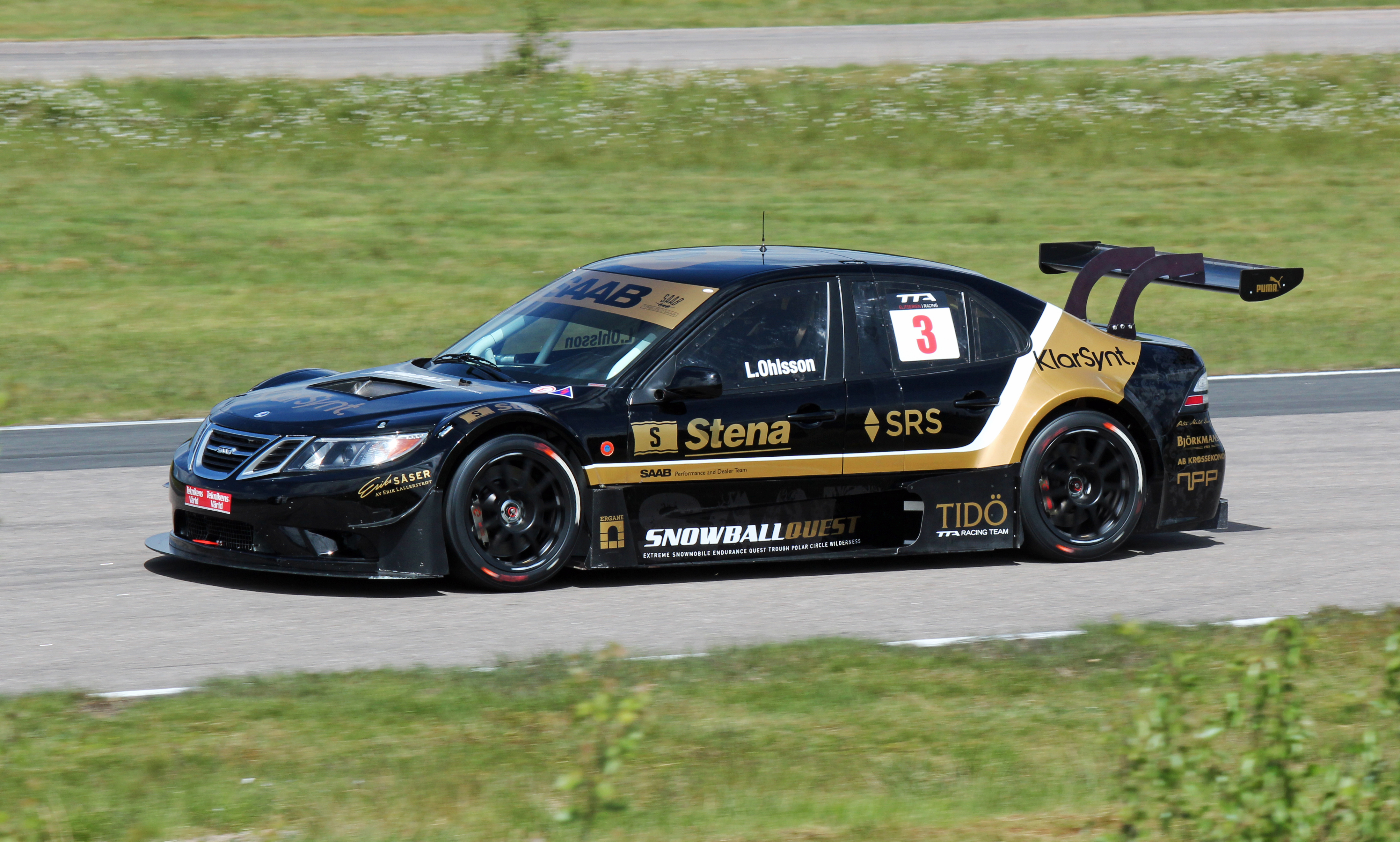
Linus Ohlsson i TTA – Elitserien i Racing på Anderstorp Raceway 2012.

Till säsongen 2012 fick Ohlsson kontrakt med Team Tidö/PWR Racing i det nystartade standardvagnsmästerskapet TTA – Elitserien i Racing, där han kör en bil med Saab 9-3-kaross. Redan under den första tävlingshelgen på Karlskoga Motorstadion överraskade han genom att först ta pole position och sedan leda racet från start till mål och ta första segern TTA:s historia.

### STCC- Elitserien i racing (2013)
Efter säsongen 2012 fick Linus kontrakt med Volvo Polestar.

### Karriärstatistik
| År | Klass/Mästerskap                      | Team                      | Bil                                  | Starter | Totalt/poäng | Bästa placering                 |
| --- | ------------------------------------- | ------------------------- | ------------------------------------ | ------- | ------------ | ------------------------------- |
| 2007 | SLC Endurance – Klass 1               | Team NMI Racing Junior    | Renault Mégane                       | 4/?     | -/0p         | 4:a på Anderstorp               |
| 2008 | Junior Touring Car Championship       | Kenneth Hansen Motorsport | Citroën C2                           | 18/18   | 14:e/11p     | 3:a på Vålerbanen (Race 2)      |
| 2009 | Junior Touring Car Championship       | Hansen Racing             | Citroën C2                           | 16/16   | 1:a/69p      | Två segrar                      |
| 2009 | Formula Le Mans                       | Applewood - LD Autosport  | Oreca FLM09 (Chevrolet Corvette LS3) | 2/12    | 36:a/6p      | 7:a på Nürburgring (Race 2)     |
| 2010 | Porsche Carrera Cup Scandinavia       | Flash Engineering         | Porsche 911 GT3 Cup 997              | 13/14   | 7:a/211p     | 4:a på Karlskoga (Race 2)       |
| 2010 | Porsche GT3 Endurance Scandinavia     | Flash Engineering         | Porsche 911 GT3 Cup 997              | 3/3     | 2:a/26p      | ?                               |
| 2010 | Porsche GT3 Cup Challenge Scandinavia | Flash Engineering         | Porsche 911 GT3 Cup 997              | 2/10    | 13:e/10p     | 5:a på Falkenberg (Race 2)      |
| 2011 | Porsche Carrera Cup Scandinavia       | Xlander Racing            | Porsche 911 GT3 Cup 997              | 14/15   | 3:a/309p     | 1:a på Jyllandsringen (Race 2)  |
| 2011 | Porsche GT3 Cup Challenge Scandinavia | Porsche ÅF                | Porsche 911 GT3 Cup 997              | 2/4     | 5:a/27p      | 1:a på Kinnekulle Ring (Race 1) |
| 2012 | TTA – Elitserien i Racing             | Team Tidö/PWR Racing      | Saab 9-3 TTA                         | 2:a     | 2:a          | 2:a                             |
| 2013 STCC- Elitserien i Racing Polestar Volvo S60 Polestar 4:a Senast uppdaterad: 2012-05-05 (4613 dagar sedan) |                                       |                           |                                      |         |              |                                 |